# Heinrich Müller
Heinrich Müller (n. 28 aprilie 1900, München, Imperiul German – d. 1 mai 1945, Berlin, Germania Nazistă) a fost șef al Gestapoului între 1933-1945 și General SS.
În 1938 a organizat acțiunea denumită Kristallnacht, iar în 1942 a participat la Conferința de la Wannsee, devenind arhitectul Soluției Finale. În 1945, când Berlinul era aproape cucerit, Müller a dispărut în circumstanțe neclare.
Recent, ca o ironie a destinului, s-a descoperit că a fost înmormântat într-un cimitir evreiesc.